# Richard Lahautière

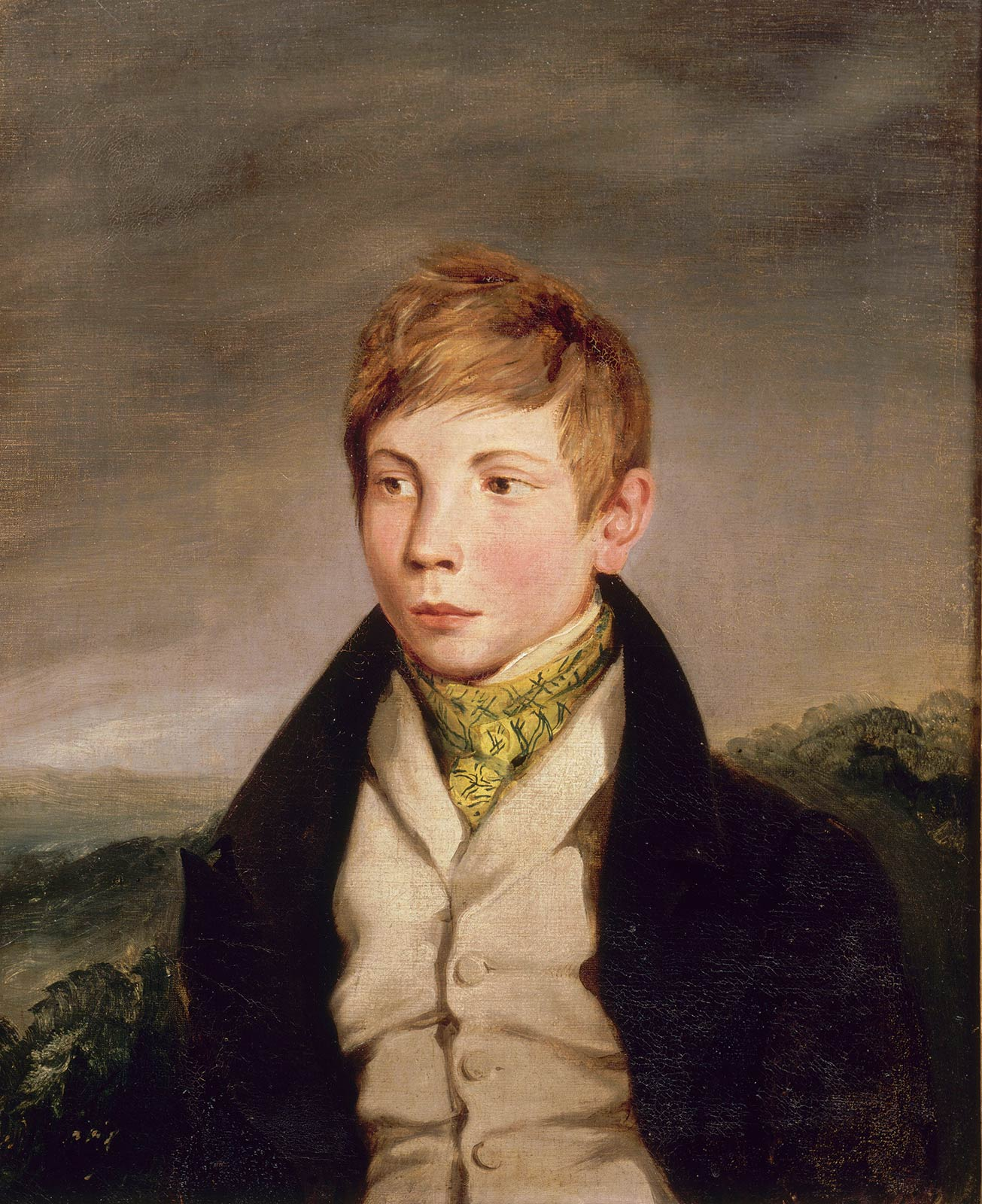
Retrato de Richard Lahautière cuando tenía quince años, realizado por Eugène Delacroix (1828).

Auguste-Richard de La Hautière, llamado Richard Lahautière, (París, 21 de mayo de 1813 – Vendôme, 27 de junio de 1882) fue un abogado, periodista y activista socialista francés. Formó parte del grupo neobabuvista de los años 1840 continuador de las doctrinas comunistas de François Babeuf.

## Biografía
Influido inicialmente por el sansimoniano heterodoxo Pierre Leroux, adopta el ideario comunista neobabuvista, aunque adaptándolo a la nueva sociedad industrial que ha creado nuevas condiciones para alcanzar el comunismo. Colabora en el diario L'Intelligence del también neobabuvista Albert Laponneraye, pero después publica sus propios periódicos, primero L'Egalitaire y después La Fraternité, y también varios folletos divulgativos. La difusión del ideario comunista lo compagina con la profesión de abogado, ocupándose frecuentemente de defender obreros perseguidos.
En el folleto Pequeño catecismo de la reforma social', publicado en 1839, se ocupaba de la «clase sufriente» y para redimirla propugnaba la abolición de la propiedad privada:

En la sociedad como yo la concibo, como la propiedad general habrá sustituido al monopolio individual, todos, viviendo y trabajando, tendrán igual porción de derechos y deberes.